# La voz... México (7.ª temporada)
A sétima temporada da versão mexicana de La Voz... México vai estrear em 30 de setembro de 2018 através do canal Las Estrellas. Pela primeira vez em 5 temporadas, Jacqueline Bracamontes não será a apresentadora, e desta vez o programa fica por comando de Lele Pons e Odalys Ramírez nos bastidores. Os treinadores (coaches) são Maluma, (pela segunda vez), Carlos Rivera, Anitta e Natalia Jiménez Esta é a segunda temporada de La Voz... México com um júri com nacionalidade diferente a cada treinador (Carlos Rivera é mexicano, Natalia Jimenez espanhola, Maluma colombiano e Anitta brasileira) após a segunda edição de 2012 (Paulina Rubio mexicana, Jenni Rivera mexicana-americana, Beto Cuevas chileno e Miguel Bosé espanhol). Além disso, esta é a temporada com os treinadores mais jovens, não só no México, mas no formato mundial.

## Técnicos e apresentadores
A sétima temporada conta com novos quatro técnicos Natalia Jiménez, Carlos Rivera, Anitta e Maluma. A atração segue sob o comando de Lele Pons e Odalys Ramírez nos bastidores.

## Gravações
Nove dos dez episódios desta temporada foram gravados em agosto de 2018. É a primeira vez que quase toda a temporada foi gravada em menos de um mês; o primeiro provavelmente por causa das agendas dos treinadores (coaches). A Grande Final acontecerá no dia 16 de dezembro, com oito participantes (dois por equipe).

## Episódios
Legenda

### Episódio 1: Audições às Cegas, Parte 1 (30 de September de 2018)
Performances
Vivir mi vida - Técnicos do La voz... México
| Ordem | Competidor        | Idade | Cidade                            | Canção                               | Escolha dos técnicos e competidores | Escolha dos técnicos e competidores | Escolha dos técnicos e competidores | Escolha dos técnicos e competidores |
| Ordem | Competidor        | Idade | Cidade                            | Canção                               | Maluma                              | Anitta                              | Carlos                              | Natalia                             |
| ----- | ----------------- | ----- | --------------------------------- | ------------------------------------ | ----------------------------------- | ----------------------------------- | ----------------------------------- | ----------------------------------- |
| 1     | Diana Villamonte  | 23    | Puerto Vallarta, Jalisco          | "And I Am Telling You I'm Not Going" | ✔                                   | ✔                                   | ✔                                   | ✔                                   |
| 2     | Guillermo Mendoza | 32    | Mexico City                       | "Te Amaré"                           | ✔                                   | ✔                                   | ✔                                   | ✔                                   |
| 3     | Mafer Labastida   | 28    | Puebla, Puebla                    | "Open Arms"                          | —                                   | ✔                                   | ✔                                   | ✔                                   |
| 4     | Marianna Serra    | 27    | Mexico City                       | "Inolvidable"                        | –                                   | –                                   | –                                   | –                                   |
| 5     | Maggy Aranda      | 46    | Monterrey, Nuevo León             | "Back in Black"                      | —                                   | —                                   | —                                   | ✔                                   |
| 6     | Luis Ochoa        | 22    | Tangamandapio, Michoacan          | "Entre beso y beso"                  | ✔                                   | ✔                                   | ✔                                   | ✔                                   |
| 7     | Joana Berenice    | 31    | Guadalajara, Jalisco              | "El último beso"                     | —                                   | —                                   | —                                   | —                                   |
| 8     | Ley Memphis       | 69    | Mazamitla, Jalisco                | "House of the Rising Sun"            | ✔                                   | ✔*                                  | ✔                                   | ✔                                   |
| 9     | Norah Montero     | 24    | Mexico City                       | "Vive"                               | ✔                                   | ✔                                   | —                                   | ✔                                   |
| 10    | Morganna Love     | 38    | San Miguel de Allende, Guanajuato | "Habanera"                           | ✘                                   | ✔                                   | ✔                                   | ✔                                   |
| 11    | Gerardo Meléndez  | 32    | Tonalá, Jalisco                   | "El Negrito Bailarín"                | —                                   | —                                   | —                                   | —                                   |
| 12    | Erika Alcocer     | 42    | Tampico, Tamaulipas               | "Never Enough"                       | ✔                                   | ✔                                   | ✔                                   | ✘                                   |

- Carlos Rivera aperta botão de Anitta

### Episódio 2: Audições às Cegas, Parte 2 (7 de October de 2018)
- Durante o programa é apresentada "Recuérdame" de Carlos Rivera.
- A audição de Cristina Ramos foi ao ar no dia 7 de outubro, mas sua decisão só foi anunciada no dia 14 de outubro, durante o próximo programa de audição.

| Ordem | Competidor          | Idade           | Cidade                               | Canção                      | Escolha dos técnicos e competidores | Escolha dos técnicos e competidores | Escolha dos técnicos e competidores | Escolha dos técnicos e competidores |
| Ordem | Competidor          | Idade           | Cidade                               | Canção                      | Maluma                              | Anitta                              | Carlos                              | Natalia |
| --- | ------------------- | --------------- | ------------------------------------ | --------------------------- | ----------------------------------- | ----------------------------------- | ----------------------------------- | --- |
| 1 | Carmen Goett        | 19              | Puerto Aventuras, Quintana Roo       | "Amazing Grace"             | ✔                                   | ✔                                   | ✔                                   | ✔ |
| 2 | Emilio Osorio       | 15              | Mexico City                          | "El Baño"                   | —                                   | —                                   | —                                   | — |
| 3 | Paola Guanche       | 17              | Cancún, Quintana Roo                 | "Girl on Fire"              | ✔                                   | ✔                                   | ✔                                   | ✔ |
| 4 | Dueto Terra         | 50y56           | Guadalajara, Jalisco                 | "Te quiero, te quiero"      | —                                   | —                                   | —                                   | — |
| 5 | Gabby Tamez         | 25              | China, Nuevo León                    | "Si una vez"                | ✔                                   | —                                   | ✔                                   | — |
| 6 | Nacho Pérez         | 29              | Aguascalientes, Aguascalientes       | "Call Out My Name"          | ✔                                   | ✔                                   | ✔                                   | ✔ |
| 7 | Ariel Vi            | 23              | Cerro Azul, Veracruz                 | "Bella"                     | ✔                                   | —                                   | —                                   | — |
| 8 | Enero del Moral     | 21              | San Francisco del Rincón, Guanajuato | "Me cuesta tanto olvidarte" | —                                   | —                                   | —                                   | — |
| 9 | Luanna Silva        | 18              | Rio de Janeiro, Brazil               | "Paradinha"                 | ✘                                   | ✔                                   | ✔                                   | ✔ Legenda – Vencedor(a) – Finalista –Eliminado(a) na final – Eliminado(a) na semifinal – Pego por outro técnico na rodada de batalhas (nome riscado) – Eliminado(a) na rodada de batalhas \| Técnicos \| Competidores \| Competidores \| Competidores \| Competidores \| Competidores \| Competidores \| \| --------------------------------------------------------------------------------------------------------------------------- \| ------------------- \| --------------- \| ----------------- \| ----------------- \| ------------- \| ------------ \| \| Maluma \| \| \| \| \| \| \| \| Diana Villamonte \| Ley Memphis \| Erika Alcocer \| Paola Guanche \| Francisco Treviño \| Nacho Pérez \| \| \| Ariel Vi \| José Dhalí \| Gabby Tamez \| Jesús De la Rosa \| Lilian El Jeitani \| B.A.E. \| \| \| Estefanía Martínez \| Liliana García \| \| \| \| \| \| \| Anitta \| \| \| \| \| \| \| \| Delian \| Ángel Elizondo \| Mafer Labastida \| Morganna Love \| Jesús De la Rosa \| Luanna Silva \| \| \| Colette Acuña \| Diana Campos \| Norah Montero \| Maverick López \| André Eliz \| Andah \| \| \| Hugo Lezama \| Marlen Barrera \| \| \| \| \| \| \| Carlos Rivera \| \| \| \| \| \| \| \| Cristina Ramos \| Guillermo Mendoza \| Aneeka \| Mad Rapsodia \| Dulce Najar \| Gabby Tamez \| \| \| Rey Cristopher \| Ale Ramírez \| Ley Memphis \| Colette Acuña \| Luis Ochoa \| Rolando Lesmo \| \| \| Renné Dacosta \| Luis Eduardo Chávez \| \| \| \| \| \| \| Natalia Jiménez \| \| \| \| \| \| \| \| Carmen Goett \| Adriana y Cristian \| Maggy Aranda \| Cindy Coleoni \| Anthon Mor \| Norah Montero \| \| \| Luis Ochoa \| Rosa Michell \| Cristina Ramos \| Francisco Treviño \| Adelaide Pilar \| Hugo Coronel \| \| \| Aarón Antonio \| Santiago Jiménez \| \| \| \| \| \| \| Participantes em itálico iniciaram a disputa em um time, mas foram pegos por outro técnico na fase das batalhas ou no remix \| \| \| \| \| \| \| 1. 2. 3. - «Página oficial» - La voz... México. no IMDb. |
| Técnicos | Competidores        | Competidores    | Competidores                         | Competidores                | Competidores                        | Competidores                        |                                     | |
| Maluma |                     |                 |                                      |                             |                                     |                                     |                                     | |
| Diana Villamonte | Ley Memphis         | Erika Alcocer   | Paola Guanche                        | Francisco Treviño           | Nacho Pérez                         |                                     |                                     | |
| Ariel Vi | José Dhalí          | Gabby Tamez     | Jesús De la Rosa                     | Lilian El Jeitani           | B.A.E.                              |                                     |                                     | |
| Estefanía Martínez | Liliana García      |                 |                                      |                             |                                     |                                     |                                     | |
| Anitta |                     |                 |                                      |                             |                                     |                                     |                                     | |
| Delian | Ángel Elizondo      | Mafer Labastida | Morganna Love                        | Jesús De la Rosa            | Luanna Silva                        |                                     |                                     | |
| Colette Acuña | Diana Campos        | Norah Montero   | Maverick López                       | André Eliz                  | Andah                               |                                     |                                     | |
| Hugo Lezama | Marlen Barrera      |                 |                                      |                             |                                     |                                     |                                     | |
| Carlos Rivera |                     |                 |                                      |                             |                                     |                                     |                                     | |
| Cristina Ramos | Guillermo Mendoza   | Aneeka          | Mad Rapsodia                         | Dulce Najar                 | Gabby Tamez                         |                                     |                                     | |
| Rey Cristopher | Ale Ramírez         | Ley Memphis     | Colette Acuña                        | Luis Ochoa                  | Rolando Lesmo                       |                                     |                                     | |
| Renné Dacosta | Luis Eduardo Chávez |                 |                                      |                             |                                     |                                     |                                     | |
| Natalia Jiménez |                     |                 |                                      |                             |                                     |                                     |                                     | |
| Carmen Goett | Adriana y Cristian  | Maggy Aranda    | Cindy Coleoni                        | Anthon Mor                  | Norah Montero                       |                                     |                                     | |
| Luis Ochoa | Rosa Michell        | Cristina Ramos  | Francisco Treviño                    | Adelaide Pilar              | Hugo Coronel                        |                                     |                                     | |
| Aarón Antonio | Santiago Jiménez    |                 |                                      |                             |                                     |                                     |                                     | |
| Participantes em itálico iniciaram a disputa em um time, mas foram pegos por outro técnico na fase das batalhas ou no remix |                     |                 |                                      |                             |                                     |                                     |                                     | |